# Veľká capia veža
Veľká capia veža (polsky Wielka Capia Turnia, německy Großer Gemsenseeturm, maďarsky Nagy Zergetavi torony) je věž v hřebeni Bášt ve Vysokých Tatrách. Je to vyšší ze dvou Capích věží ve vedlejším jihovýchodním rameni Hlinské věže mezi Baštovým sedlem a Capiou štěrbinou. Má dva vrcholy, severní a jižní bez zvláštních názvů.

## Název
Její jméno je odvozeno z názvu Capie pleso.

## Historie
Prvovýstup na věž:
- Zygmunt Klemensiewicz a Jerzy Maślanka, 23. srpna 1905 – v létě.
- Alfred Grosz a Lajos Rokfalusy, před rokem 1915 – v zimě.[2]

## Turistika
Věž je pro turisty nepřístupná. Výstup je možný jen s horským vůdcem.